# 周曉彤
周曉彤（IVY CHOW），後改名周莉蕎。15歲被星探發現入行當模特兒、後簽約唱片公司 於2010年晉身樂壇成為女子組合MVG成員之一。以港版Wonder Girls作號召。